# Doetinchem
Doetinchem ['dutɪŋxəm] (anhörenⓘ) ist eine Gemeinde im Achterhoek-Liemers in der niederländischen Provinz Gelderland. Gemeinsam mit Winterswijk ist sie einer der größten Orte im Achterhoek, liegt aber zentraler und beherbergt unter anderem das Regionalarchiv.

## Orte
Die Gemeinde Doetinchem besteht neben der namensgebenden Stadt Doetinchem aus den Dörfern Gaanderen und Wehl sowie den Weilern IJzenvoorde, Langerak, Wijnbergen und Nieuw-Wehl. Doetinchem liegt rund 20 km von Emmerich und 40 km von Bocholt entfernt, nahe der deutschen Grenze.

## Lage
Doetinchem ist die wichtigste Stadt der Gelderse Achterhoek oder „Graafschap“. Doetinchem liegt 25 km östlich von Arnheim an der Oude IJssel.
Eine Autobahn und die Bahnstrecke Winterswijk–Zevenaar (Doetinchem hat zwei Stationen) verbinden es mit Arnheim.

## Wirtschaft
Doetinchem ist ein regionales Versorgungszentrum (viele Geschäfte, Büros, Schulen, ein Krankenhaus, Altenheime usw.) und auch eine mittelgroße Industriestadt. Im Ortsteil Gaanderen, wo schon im 18. Jahrhundert Eisen aus eisenhaltigem Sand und Lehm gewonnen und verarbeitet wurde, und in Doetinchem selbst stehen Fabriken, in denen Öfen, Herde und andere Haushaltsgeräte erzeugt werden, und auch einige Druckereien und Zeitschriftenverlage.

## Geschichte

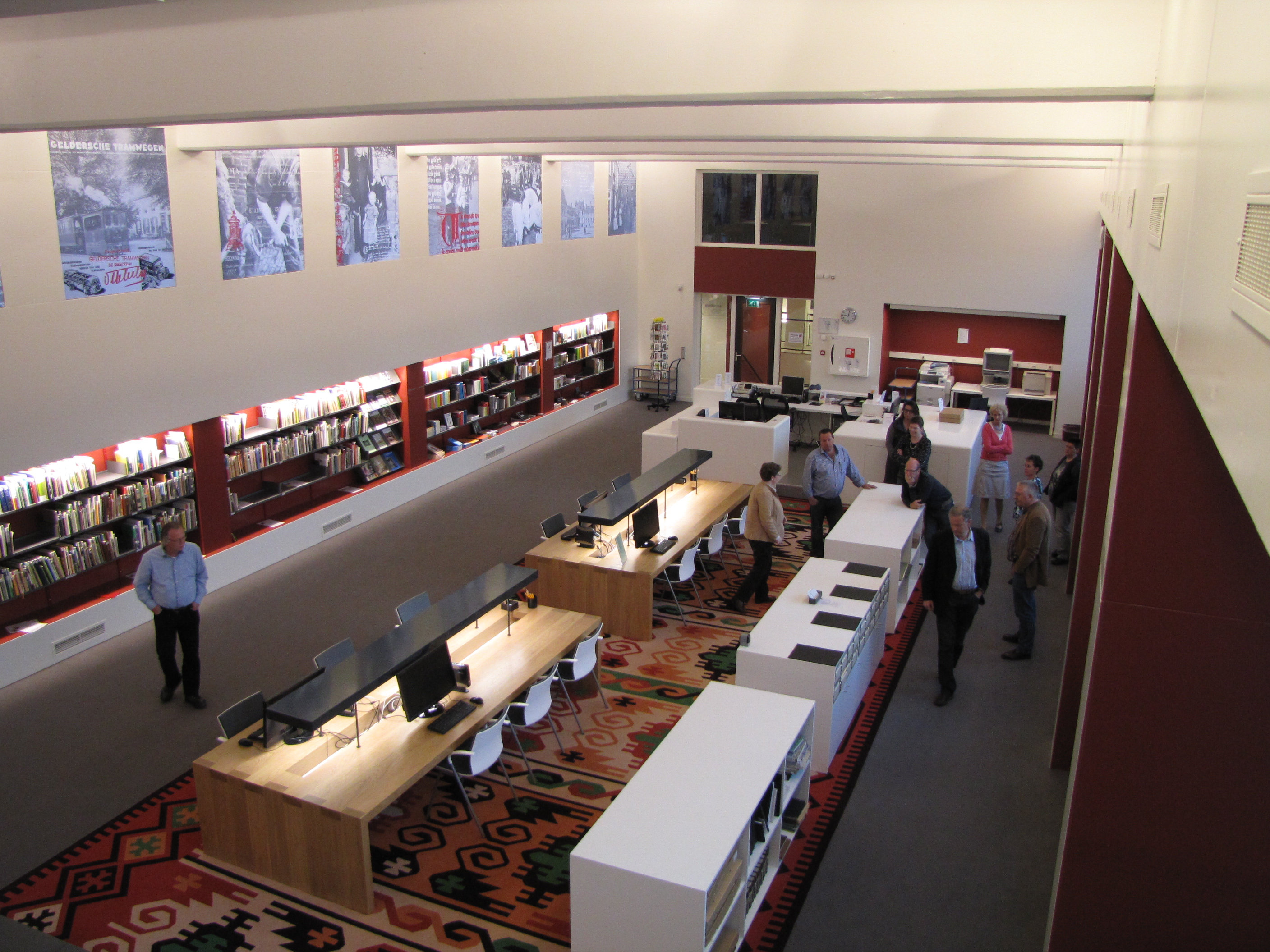
Erfgoedcentrum Achterhoek en Liemers, das Regionalarchiv, hat seinen Sitz in Doetinchem im alten Schulgebäude ’t Brewinc. Hier der Lesesaal dieses Informationszentrums.

Die Stadt, die im 17. Jahrhundert auch wohl Dotecom oder Deutekom genannt wurde, ist 838 zum ersten Mal urkundlich erwähnt worden. Um 1100 wurde sie ummauert.
Graf Otto II. von Geldern verlieh dem Ort, der günstig an einer Brücke über die Oude IJssel liegt, 1236 das Stadtrecht. Die Stadt hatte in Kriegen immer viel zu leiden. Im Achtzigjährigen Krieg sowie 1672 wurde Doetinchem schwer getroffen und teilweise verwüstet.
Im Jahr 1580 starben zwei Drittel der Einwohner durch eine Pestepidemie. Auch im Zweiten Weltkrieg erlitt die Stadt durch Bombardierungen solch schwere Schäden, dass die ganze Altstadt endgültig verloren ging. Nur die Sankt-Katharinen-Kirche wurde nach dem Krieg wieder aufgebaut.
Siehe auch: Synagoge (Doetinchem)
Im Zuge einer Gemeindereform wurde am 1. Januar 2005 die Gemeinde Wehl Teil der Gemeinde Doetinchem. Im April 2012 gaben die Bürgermeister von Doetinchem und Oude IJsselstreek bekannt, dass eine Fusion beider Gemeinden untersucht werden soll. Allerdings beschlossen die Gemeinderäte im Februar 2013, die Kommunalwahlen – anders als geplant – 2014 stattfinden zu lassen und die Fusion auf Eis zu legen, nachdem man in Betracht gezogen hatte, die Wahlen in das Jahr 2015 zu verschieben, um eine Fusion zum Jahresbeginn 2016 anzustreben.

## Sehenswürdigkeiten
In der Stadt stehen einige Windmühlen. Eine davon beherbergt den VVV (Vereniging voor Vreemdelingenverkeer: Verkehrsverein).
Sieben Kilometer östlich von Doetinchem steht, inmitten eines Waldes, das Schloss Slangenburg. Es wurde im späten Mittelalter gebaut und im 17. Jahrhundert im Barockstil renoviert. Da es 1945 einem Deutschen gehörte, wurde es nach der Befreiung durch die Alliierten von der niederländischen Regierung als Feindvermögen konfisziert. Es wurde 1945 an den Orden der Benediktiner verkauft. Mönche der Sint-Paulusabdij in Oosterhout gründeten 1945 im Schloss Slangenburg ein Kloster. Als die Mönchsgemeinschaft wuchs, bauten sie Anfang der 1950er Jahre zwei Kilometer südöstlich das neue Kloster St. Willibrord. 1954 wurde es zur Abtei erhoben. Die Sint-Willibrordsabdij ist die jüngste der niederländischen Benediktinerabteien.
Seitdem dient das Schloss als Unterkunft für jene, die für eine Retraite (Besinnungsperiode), zum Studium oder aus anderen Gründen bei den Mönchen zu Gast sind. Auch Protestanten sind dort willkommen. Der umliegende Wald ist frei zugänglich.

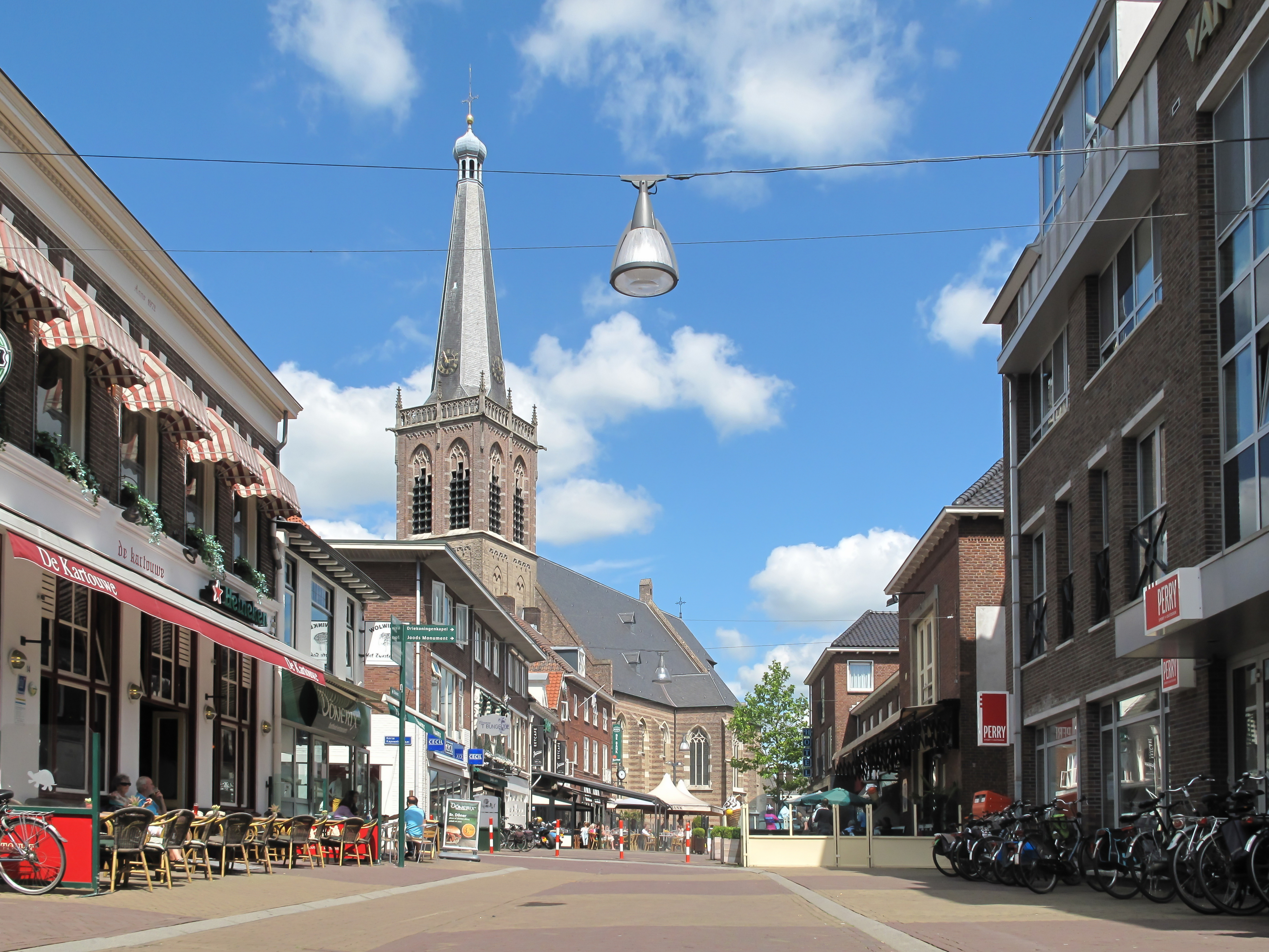
Doetinchem, Kirche (de Sint Catharinakerk), von der Straße gesehen
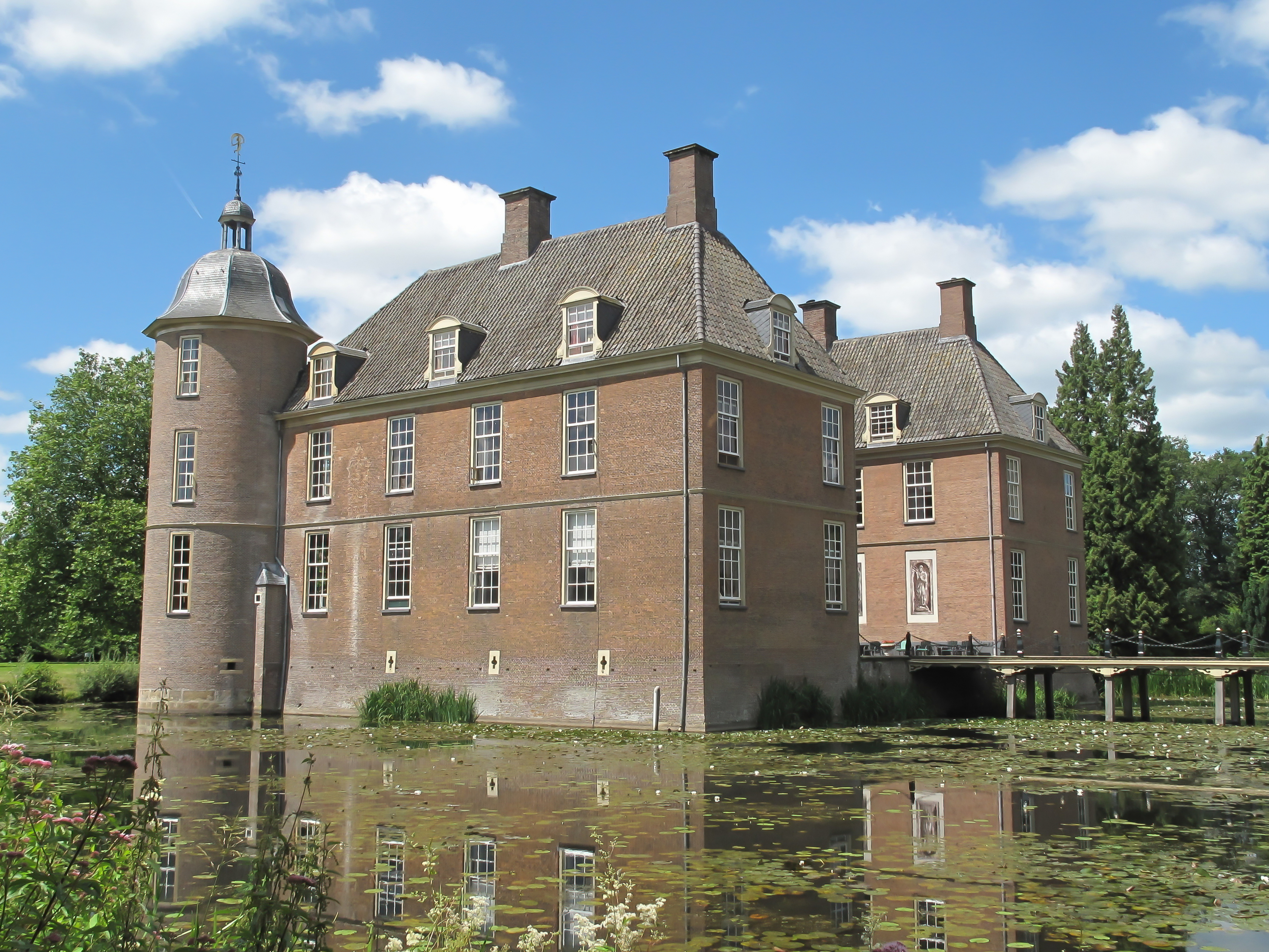
Doetinchem, Schloss: kasteel Slangenburg
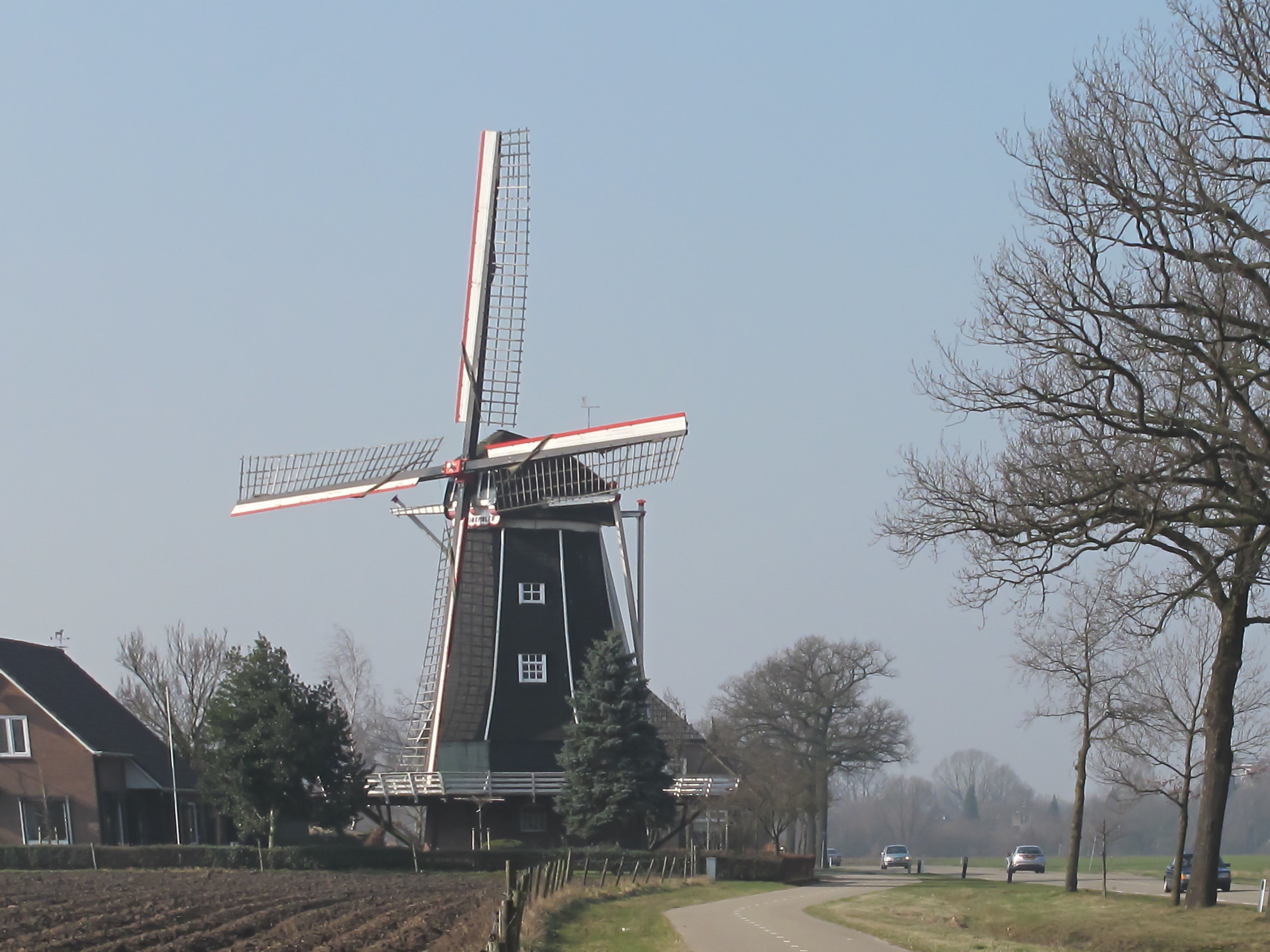
Doetinchem, Mühle: de Benninkmolen
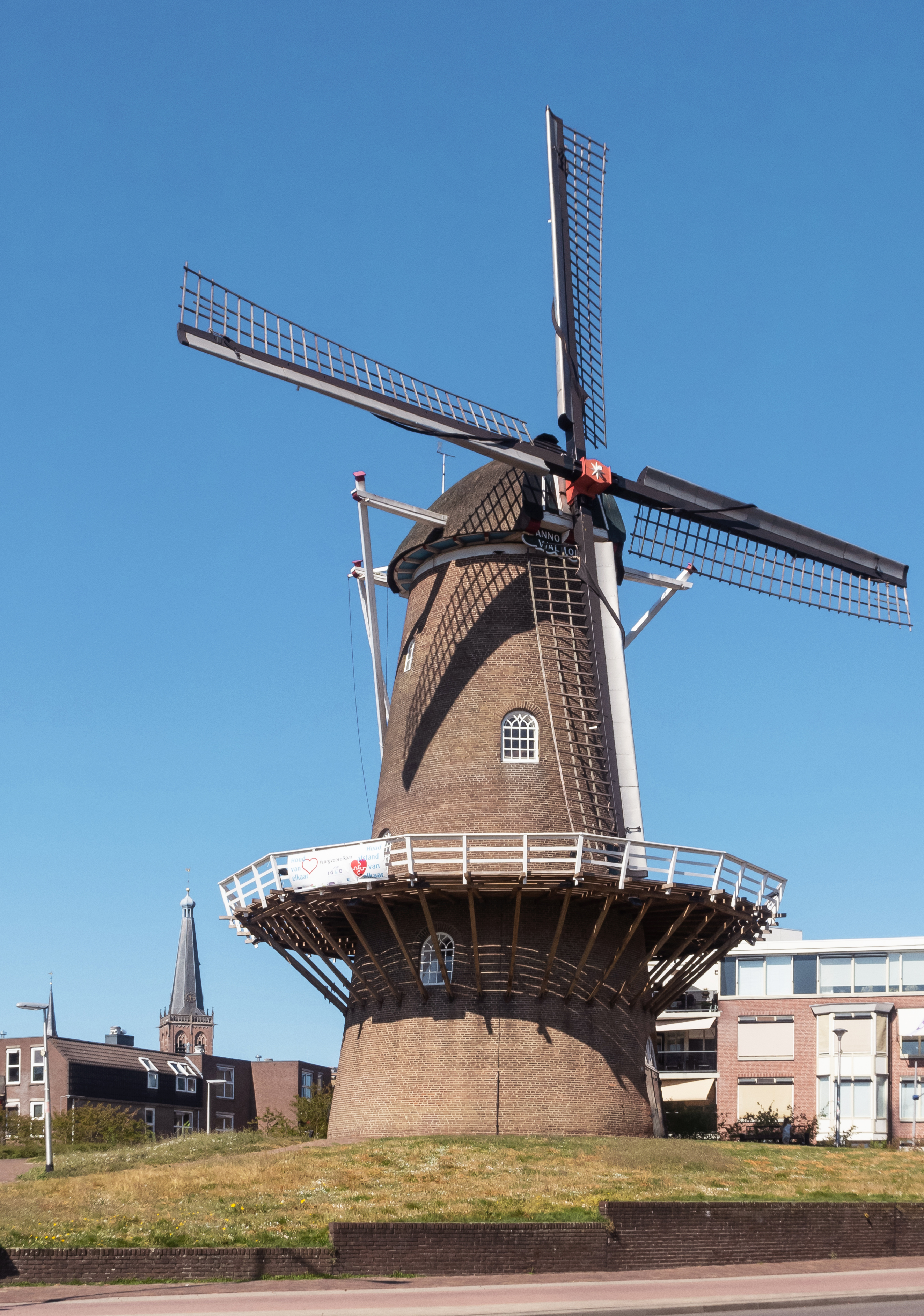
Doetinchem, Mühle: de Walmolen
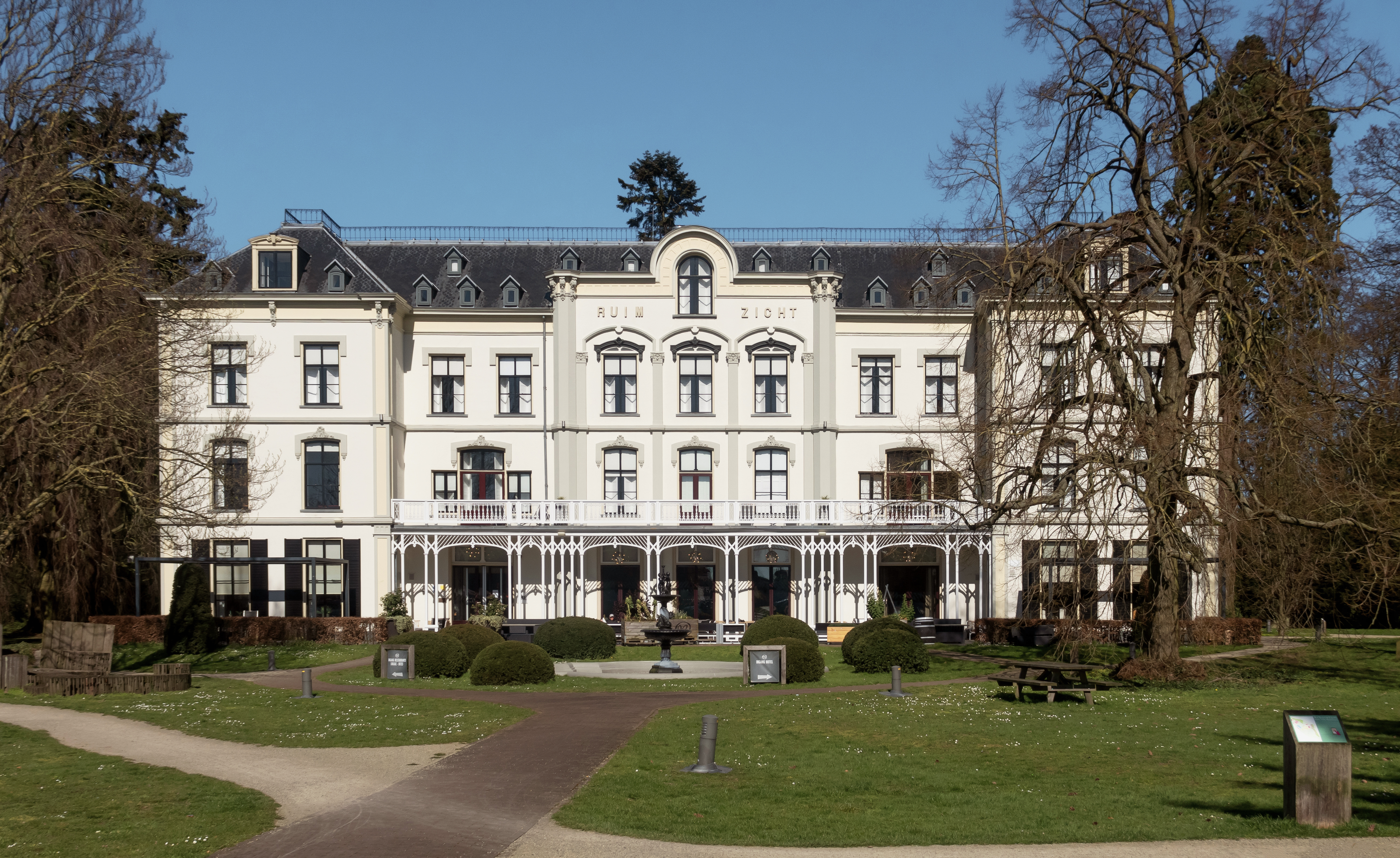
Doetinchem, Villa Ruimzicht, ehemals ein Internat, jetzt Hotel und Restaurant
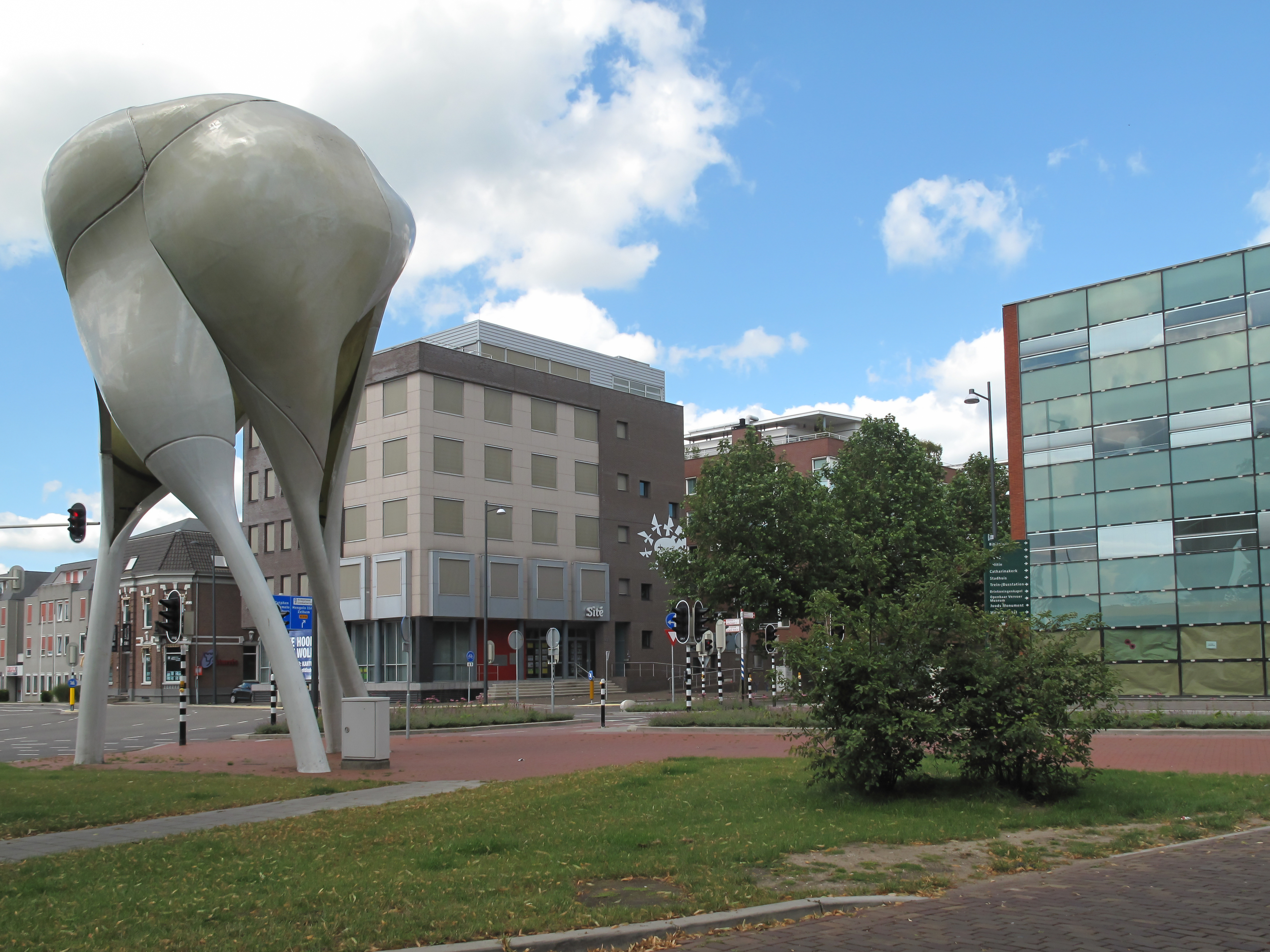
Doetinchem, moderne Kunst: de D-toren
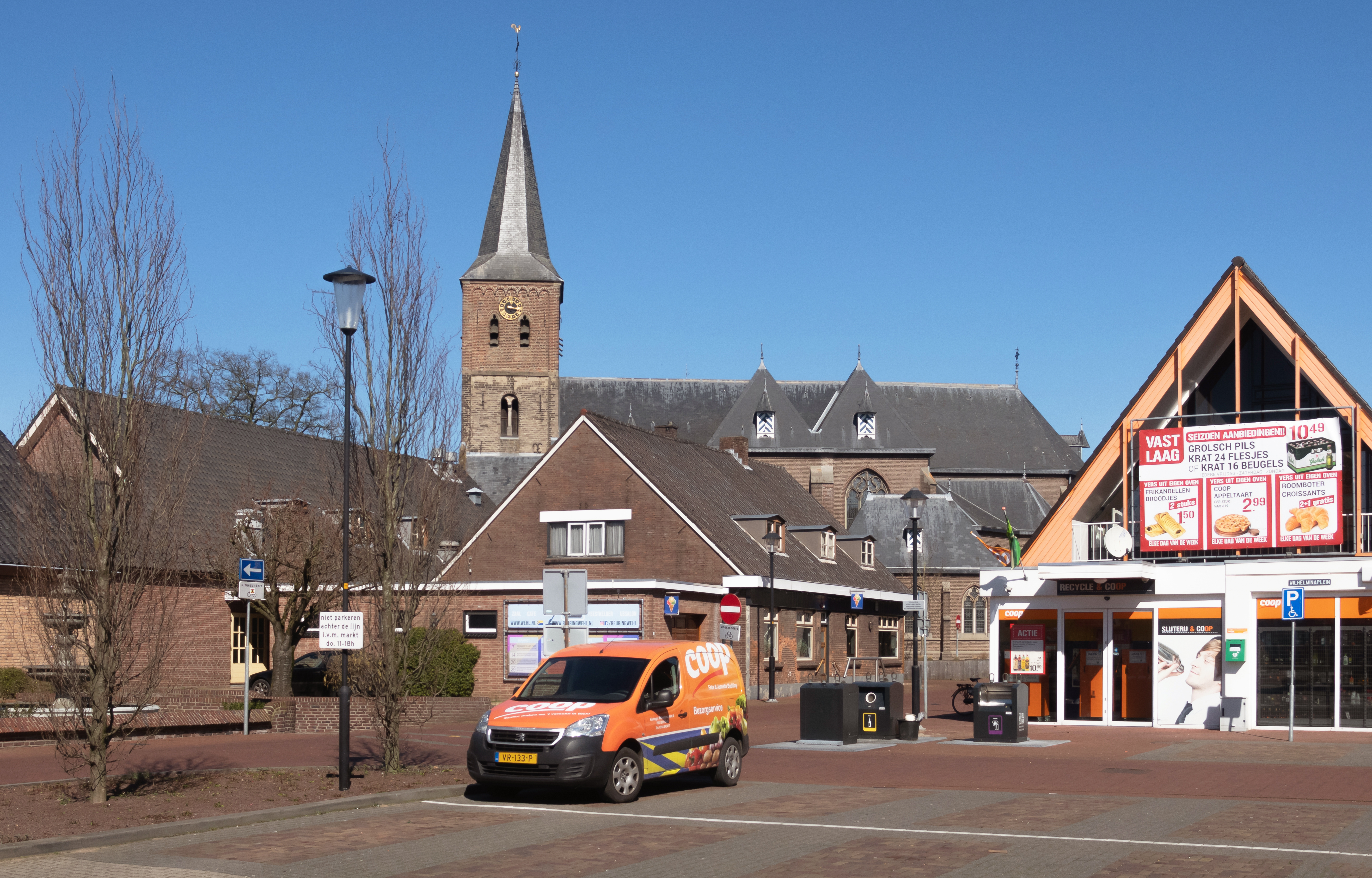
Wehl, Kirchturm (die Sint Martinuskerk) vom Wilhelminaplein
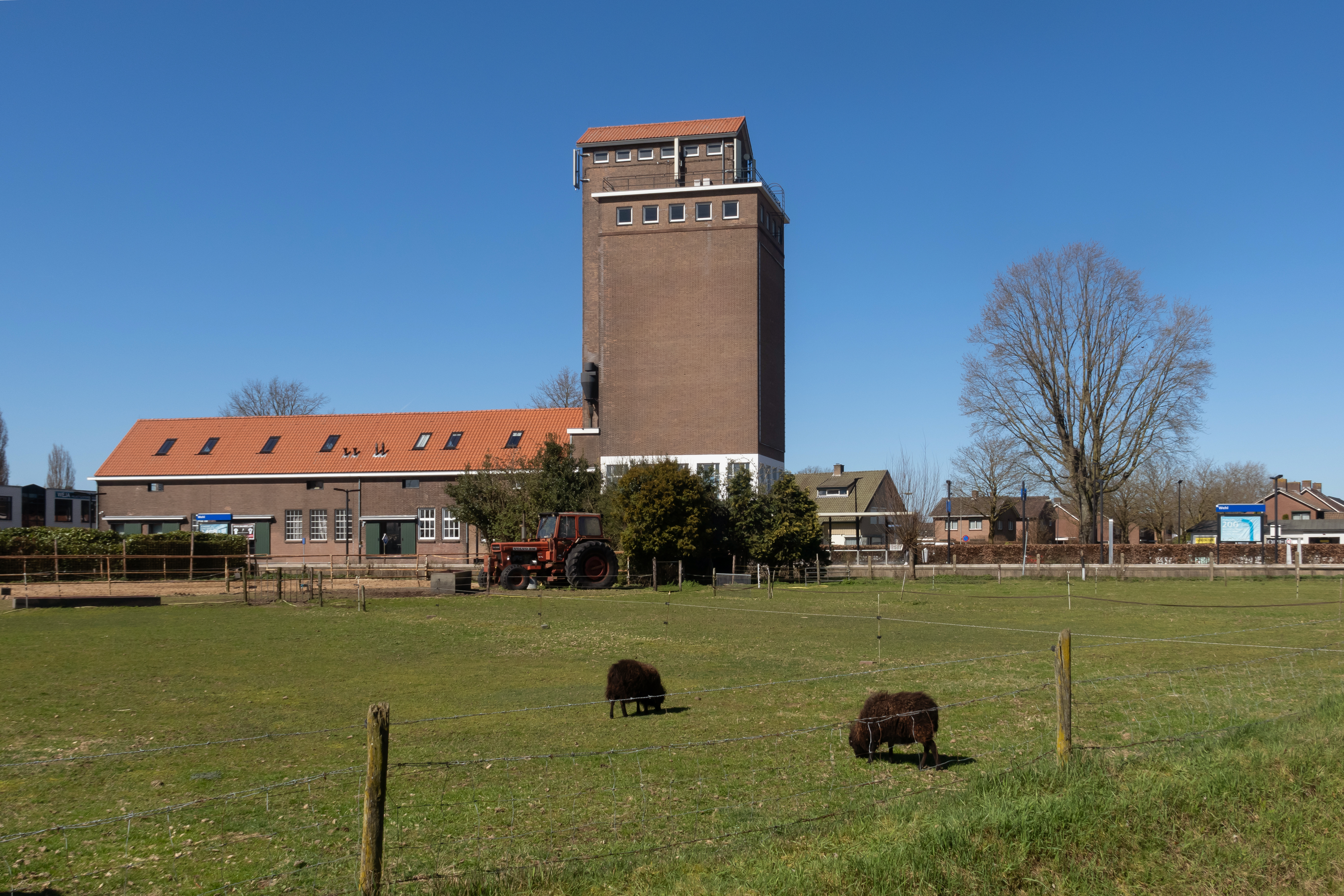
Wehl, Silogebäude in Bahnhofsnähe
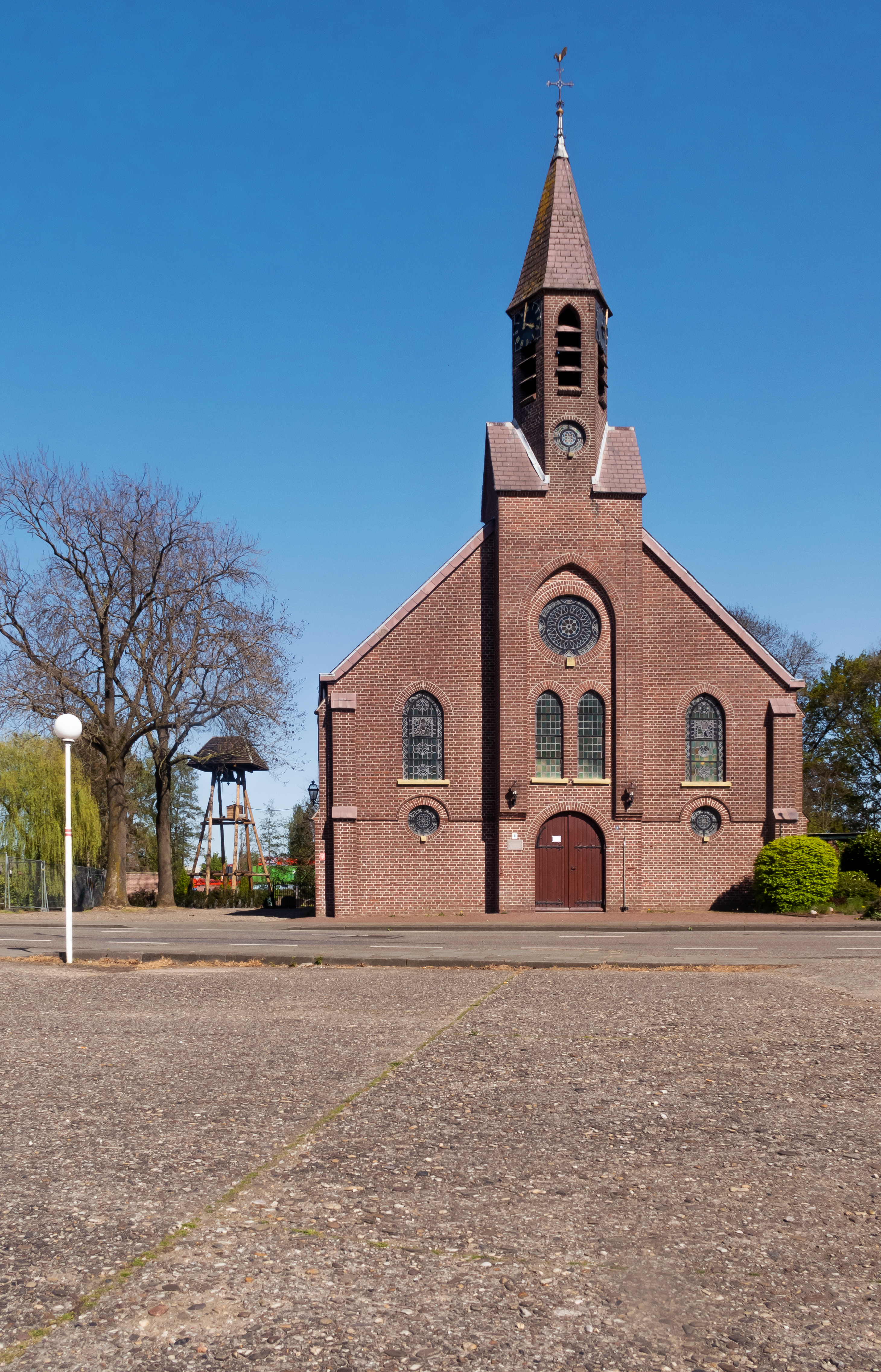
Wijnbergen, Kirche: die Sint-Martinuskerk

## Politik

### Sitzverteilung im Gemeinderat
Der Gemeinderat wird seit 1982 folgendermaßen gebildet:
| Partei                      | Sitze | Sitze | Sitze | Sitze | Sitze | Sitze | Sitze  | Sitze | Sitze | Sitze | Sitze |
| Partei                      | 1982  | 1986  | 1990  | 1994  | 1998  | 2002  | 2004 a | 2010  | 2014  | 2018  | 2022  |
| --------------------------- | ----- | ----- | ----- | ----- | ----- | ----- | ------ | ----- | ----- | ----- | ----- |
| CDA                         | 9     | 9     | 10    | 8     | 7     | 9     | 8      | 7     | 7     | 7     | 5     |
| PvdA                        | 8     | 12    | 9     | 7     | 9     | 8     | 9      | 9     | 5     | 4     | 4     |
| VVD                         | 6     | 4     | 3     | 4     | 7     | 6     | 6      | 5     | 4     | 4     | 4     |
| Partij voor Lokaal Maatwerk | –     | –     | –     | –     | –     | –     | –      | –     | 2     | 1     | 3     |
| GemeenteBelangen Doetinchem | –     | –     | –     | –     | –     | –     | –      | –     | 2     | 2     | 3     |
| D66                         | 1     | 1     | 3     | 4     | 1     | 1     | 2      | 2     | 3     | 4     | 3     |
| SP                          | –     | –     | –     | –     | –     | –     | –      | 3     | 5     | 4     | 3     |
| GroenLinks                  | –     | –     | 2     | 3     | 4     | 4     | 5      | 4     | 2     | 3     | 2     |
| Lokaal Belang Doetinchem    | –     | –     | –     | –     | –     | –     | –      | –     | –     | 1     | 2     |
| ChristenUnie                | –     | –     | –     | –     | –     | 1     | 1      | 1     | 1     | 1     | 1     |
| SGP                         | 0     | 0     | 0     | 1     | 1     | 1     | 1      | 1     | 1     | 1     | 1     |
| RPF                         | 0     | 0     | 0     | 1     | 1     | –     | –      | –     | –     | –     | –     |
| FvD                         | –     | –     | –     | –     | –     | –     | –      | –     | –     | –     | 1     |
| Partij voor Mens en Milieu  | –     | –     | –     | –     | –     | –     | –      | –     | –     | 0     | –     |
| Lijst Kuipers               | –     | –     | –     | –     | –     | –     | –      | –     | –     | 0     | –     |
| PPR                         | 1     | 1     | –     | –     | –     | –     | –      | –     | –     | –     | –     |
| PSP                         | 1     | 1     | –     | –     | –     | –     | –      | –     | –     | –     | –     |
| Gesamt                      | 25    | 27    | 27    | 27    | 29    | 29    | 31     | 31    | 31    | 31    | 31    |

Anmerkungen

### Bürgermeister
Seit dem 18. Mai 2017 ist Mark Boumans (VVD) amtierender Bürgermeister der Gemeinde.

### Kollegium von Bürgermeister und Beigeordneten
Das Kollegium besteht für den Zeitraum bis 2022 aus Mitgliedern der Parteien CDA, VVD, D66, GroenLinks und ChristenUnie/SGP. Sie wurden im Rahmen einer Ratssitzung am 17. Mai 2018 berufen. Folgende Personen gehören zum Kollegium und sind in folgenden Bereichen zuständig:
| Name             | Partei           | Ressort |
| ---------------- | ---------------- | --- |
| Ingrid Lambregts | CDA              | Raumordnung und Wohnungswesen, Innenstadt, Dorf-, Bezirk- und Viertel-Entwicklung, (mittel-)großer Stadtrat, Bau- und Wohnaufsicht, Wasser, Natur und Landschaft |
| Rens Steintjes   | CDA              | Verkehr, administrativer Bauherr BUHA, Einrichtungen, Sport |
| Maureen Sluiter  | VVD              | wirtschaftliche Angelegenheiten, Bildung, Jugendhilfe, Jugend, Kultur, -geschichte, administrativer Bauherr Buurtplein                                           |
| Jorik Huizinga   | D66              | Arbeit und Einkommen, Partizipationsgesetz, Armutspolitik, Volksgesundheit, Asylpolitik, Tierwohl, Dienstleistung und Geschäftsführung                           |
| Frans Langeveld  | GroenLinks       | Sozialhilfegesetz, soziale Betreuung, Nachhaltigkeit, Vielfalt, Umwelt und Umlanddienst Achterhoek                                                               |
| Henk Bulten      | ChristenUnie/SGP | Finanzen, Gewerbe, öffentliche Versorgungsunternehmen, Kreislaufwirtschaft, Erholung und Tourismus                                                               |

Das Amt des Gemeindesekretärs wird von Theo Kemper ausgeübt.

### Städtepartnerschaften
- La Libertad, Nicaragua, seit 1990
- Pardubice, Tschechien, seit 1992
- Raesfeld, Deutschland, seit 2005

## Sport
Doetinchem hat einen Profi-Fußballverein (De Graafschap), im Volksmund „De Superboeren“ (Superbauern) genannt, dessen Stadion „De Vijverberg“ 12.600 Zuschauer fasst. In der Saison 2008/2009 stieg man nach zweijähriger Zugehörigkeit aus der Eredivisie in die zweite Liga ab. 2010 gelang aber der Wiederaufstieg.
Die Volleyball-Männer von Orion Doetinchem spielen in der ersten niederländischen Liga.

## Söhne und Töchter der Stadt
- Carel Hendrik Verhuell (1764–1845), niederländisch-französischer Admiral und Diplomat
- Laurens Straub (1944–2007), Drehbuchautor, Schauspieler, Dramaturg und Produzent
- Thomas Rosenboom (* 1956), Schriftsteller
- Desi Reijers (* 1964), Schwimmerin
- Wouter Jurgens (* 1971), Diplomat
- Michiel Lochtenbergh (* 1981), Handballspieler/-trainer
- Arnoud Okken (* 1982), Mittelstreckenläufer
- Sanne Keizer (* 1985), Beachvolleyball- und Volleyballspielerin
- Jasper Heusinkveld (* 1988), Fußballtorhüter
- Laura Bloem (* 1989), Beachvolleyballspielerin
- Alexander Büttner (* 1989), Fußballspieler
- Daan van Haarlem (* 1989), Volleyballnationalspieler
- Jelle van Gorkom (* 1991), Radrennfahrer
- Ted van de Pavert (* 1992), Fußballspieler